# Jevhen Valentinovics Lucenko
Jevhen Valentinovics Lucenko (Kijev, Szovjetunió, 1980. november 10. –) ukrán labdarúgó-középpályás.

## Pályafutása

### Klubcsapatokban
A Dinamo Kijiv futballakadémiáján ismerkedett meg a labdarúgással, mielőtt Belgiumba igazolt, hogy az Anderlechtnél folytassa a pályafutását. 1999-ben a svájci szuperligába igazolt, hogy a Lausanne Sports csapatában játsszon. Az első idényben a második helyen végeztek.
Ezután az orosz első osztályban lépett pályára a Gyinamo Moszkvában. Egy ott töltött idény után egy másik orosz klubhoz, a Sinnyik Jaroszlavlhoz igazolt, majd visszatért Ukrajnába, hogy a 2004–05-ös szezonban a Csornomorec Odesza csapatához csatlakozzon. A következő szezonban 21 meccset játszott, és 1 gólt szerzett, a csapat harmadik helyet szerzett a bajnokságban. Újabb odesszai szezon után a 2006–07-es szezon téli átigazolási időszakában a ZorjaLuhnszk csapatához igazolt. 2008. augusztus 8-án tért vissza a Csornomorechez. A pályafutását 2011-ben a Tavrija Szimferopolnál fejezte be.

### A válogatottban
2003-ban és 2004-ben összesen két alkalommal szerepelt az ukrán labdarúgó-válogatottban.

## Sikerei, díjai
Lausanne Sports
- A svájci bajnokság ezüstérmese (1): 2000
- Svájci kupadöntős (1): 2000

 Csornomorec Odesza
- Az ukrán bajnokság bronzérmese (1): 2005–06

 Tavrija Szimferopol
- Ukrán kupagyőztes (1): 2009–10

## Fordítás
- Ez a szócikk részben vagy egészben  a   Yevhen Lutsenko című angol Wikipédia-szócikk ezen változatának fordításán alapul.  Az eredeti cikk szerkesztőit annak laptörténete sorolja fel. Ez a jelzés csupán a megfogalmazás eredetét és a szerzői jogokat jelzi, nem szolgál a cikkben szereplő információk forrásmegjelöléseként.